# Iccosom
Iccosomy (ang. immune complex coated bodies) – charakterystyczne struktury, występujące na powierzchni komórek dendrytycznych grudki, stanowiące kompleksy immunologiczne zawierające natywny antygen. Iccosomy są prezentowane limfocytom B, które z kolei mogą je pochłaniać i prezentować na powierzchni z udziałem białek głównego układu zgodności tkankowej limfocytom Th, dzięki czemu uzyskają pomoc i przekształcą się w komórki plazmatyczne. Iccosomy mogą przez dłuższy czas utrzymywać się na komórkach dendrytycznych, co sugeruje ich udział w utrzymaniu się pamięci immunologicznej
.